# Лесенець (Лодзинське воєводство)
Лесенець (пол. Lesieniec) — село в Польщі, у гміні Длутув Паб'яницького повіту Лодзинського воєводства.
Населення — 64 особи (2011).
У 1975-1998 роках село належало до Пйотрковського воєводства.

## Демографія
Демографічна структура станом на 31 березня 2011 року:
|          | Загалом | Допрацездатний вік | Працездатний вік | Постпрацездатний вік |
| -------- | ------- | ------------------ | ---------------- | -------------------- |
| Чоловіки | 35      | 9                  | 23               | 3                    |
| Жінки    | 29      | 3                  | 16               | 10                   |
| Разом    | 64      | 12                 | 39               | 13                   |